# 平頂光束
平頂光束或平頂波束（Tophat beam，Flat-top，top-hat beam），是一種在圓形區域內通量（能量密度）幾乎一致的雷射光束或電子束，而且其超出其邊緣後，能量會快速降到零。平頂光束一般是由高斯光束經過透鏡折射，或是經繞射光學元件而產生。平頂光束常用在工業上，例如在印刷電路板中的雷射鑽孔。平頂光束也常用在高功率的雷射系統中，這類系統利用一連串的光放大器產生強烈的光束。平頂光束的英文名稱是Tophat beam，是源自大禮帽（top hat）的形狀。
由於繞射的影響，平頂光束只能在很短的傳輸距離內維持一致的能量密度，隨著光束的傳播，光束邊緣會越來越不規則。

## 外部連結
- Video of propagation simulation of TopHat Diffractive Optical Element around focal plane （页面存档备份，存于） by HoloOr
- Flat top / Beam shaping application notes - Diffractive optics （页面存档备份，存于） by HoloOr
- MATLAB function for simulating TopHat beam （页面存档备份，存于） by HoloOr